# Крупчино (Харьковская область)
Крупчино, до ВОВ Крупчаны (укр. Крупчине) — село,
Сазоно-Балановский сельский совет,
Богодуховский район,
Харьковская область.
Код КОАТУУ — 6320887504. Население по переписи 2001 г. составляет 78 (34/44 м/ж) человек.

## Географическое положение
Село Крупчино находится в 1-м км от села Сазоно-Балановка и в 3-х км от посёлка Горького и железнодорожной станции Пост 198 км.
К селу примыкает лесной массив.
Рядом проходит автомобильная дорога Р-46.

## История
- 1730 — дата основания.
- В 1940 году, перед ВОВ, на хуторе Крупчаны были 43 двора и 4 ветряные мельницы.[1]
- В  1940 году на хуторе Сизены, расположенном севернее, был 31 двор и ветряная мельница.[4]
- После ВОВ (к 1980-м годам) Сизены стали нежилыми. На карте 1989 года на их месте показаны "сараи".